# Ерік Вейл
Ерік Вейл (англ. Eric Vail; нар. 16 вересня 1953, Тіммінс) — канадський хокеїст, що грав на позиції крайнього нападника. Грав за збірну команду Канади.
Провів понад 600 матчів у Національній хокейній лізі. 

## Ігрова кар'єра
Хокейну кар'єру розпочав 1970 року в ОХА.
1973 року був обраний на драфті НХЛ під 21-м загальним номером командою «Атланта Флеймс». 
Протягом професійної клубної ігрової кар'єри, що тривала 11 років, захищав кольори команд «Атланта Флеймс», «Калгарі Флеймс» та «Детройт Ред-Вінгс».
Загалом провів 611 матчів у НХЛ, включаючи 20 ігор плей-оф Кубка Стенлі.
Виступав за національну збірну Канади, провів 9 ігор в її складі.

## Нагороди та досягнення
- Пам'ятний трофей Колдера — 1975
- Учасник матчу усіх зірок НХЛ — 1977

## Статистика

### Клубні виступи
| Сезон        | Клуб                   | Ліга         | Регулярна першість | Регулярна першість | Регулярна першість | Регулярна першість | Регулярна першість | Плей-оф | Плей-оф | Плей-оф | Плей-оф | Плей-оф |
| Сезон        | Клуб                   | Ліга         | І                  | Г                  | П                  | О                  | ШХ                 | І       | Г       | П       | О       | ШХ      |
| ------------ | ---------------------- | ------------ | ------------------ | ------------------ | ------------------ | ------------------ | ------------------ | ------- | ------- | ------- | ------- | ------- |
| 1970–71      | «Ніагара Фоллс Флаєрс» | ОХА          | 59                 | 18                 | 30                 | 48                 | 76                 | —       | —       | —       | —       | —       |
| 1971–72      | «Ніагара Фоллс Флаєрс» | ОХА          | 60                 | 25                 | 48                 | 73                 | 122                | —       | —       | —       | —       | —       |
| 1972–73      | «Садбері Вулвс»        | ОХА          | 63                 | 48                 | 57                 | 105                | 80                 | —       | —       | —       | —       | —       |
| 1973–74      | «Омаха Найтс»          | CHL          | 37                 | 10                 | 18                 | 28                 | 54                 | —       | —       | —       | —       | —       |
| 1973–74      | «Атланта Флеймс»       | НХЛ          | 23                 | 2                  | 9                  | 11                 | 30                 | 1       | 0       | 0       | 0       | 2       |
| 1974–75      | «Атланта Флеймс»       | НХЛ          | 72                 | 39                 | 21                 | 60                 | 46                 | —       | —       | —       | —       | —       |
| 1975–76      | «Атланта Флеймс»       | НХЛ          | 60                 | 16                 | 31                 | 47                 | 34                 | 2       | 0       | 0       | 0       | 0       |
| 1976–77      | «Атланта Флеймс»       | НХЛ          | 78                 | 32                 | 39                 | 71                 | 22                 | 3       | 1       | 3       | 4       | 0       |
| 1977–78      | «Атланта Флеймс»       | НХЛ          | 79                 | 22                 | 36                 | 58                 | 16                 | 2       | 1       | 1       | 2       | 0       |
| 1978–79      | «Атланта Флеймс»       | НХЛ          | 80                 | 35                 | 48                 | 83                 | 53                 | 2       | 0       | 1       | 1       | 2       |
| 1979–80      | «Атланта Флеймс»       | НХЛ          | 77                 | 28                 | 25                 | 53                 | 22                 | 4       | 3       | 1       | 4       | 2       |
| 1980–81      | «Калгарі Флеймс»       | НХЛ          | 64                 | 28                 | 36                 | 64                 | 23                 | 6       | 0       | 0       | 0       | 0       |
| 1981–82      | «Калгарі Флеймс»       | НХЛ          | 6                  | 4                  | 1                  | 5                  | 0                  | —       | —       | —       | —       | —       |
| 1981–82      | «Оклахома Сіті Старс»  | CHL          | 3                  | 0                  | 3                  | 3                  | 0                  | —       | —       | —       | —       | —       |
| 1981–82      | «Детройт Ред-Вінгс»    | НХЛ          | 52                 | 10                 | 14                 | 24                 | 35                 | —       | —       | —       | —       | —       |
| 1981–82      | «Адірондак Ред-Вінгс»  | АХЛ          | 10                 | 3                  | 4                  | 7                  | 0                  | —       | —       | —       | —       | —       |
| 1982–83      | «Адірондак Ред-Вінгс»  | АХЛ          | 74                 | 20                 | 29                 | 49                 | 33                 | 5       | 1       | 1       | 2       | 0       |
| Усього в НХЛ | Усього в НХЛ           | Усього в НХЛ | 591                | 216                | 260                | 476                | 281                | 20      | 5       | 6       | 11      | 6       |

### Збірна
| Рік                | Команда            | Турнір             | І | Г | П | О | ШХ |
| ------------------ | ------------------ | ------------------ | - | - | - | - | -- |
| 1977               | Канада             | ЧС                 | 9 | 4 | 1 | 5 | 18 |
| Національна збірна | Національна збірна | Національна збірна | 9 | 4 | 1 | 5 | 18 |